# Порник
Порни́к (фр. Pornic) — коммуна на западе Франции, находится в регионе Пеи-де-ла-Луар, департамент Атлантическая Луара, округ Сен-Назер, центр кантона Порник. Расположена в 49 км к западу от Нанта на побережье Бискайского залива, в месте впадения в него канала От-Перш. В центре коммуны находится железнодорожная станция Порник, конечный пункт линии Нант-Порник.
Население (2017) — 15 018 человек.

## История
Найденные на территории коммуны топоры из обработанного камня дают основание оценить начало присутствия человека в этих местах примерно за 100 000 лет до нашей эры. Несколько сохранившихся мегалитов относятся к V тысячелетию до н.э. В Раннем Средневековье Порник относился герцогству (королевству Арморика. В IX веке Порник входил в состав округа Эрбож и вместе с другими приходами и деревнями Нижнего Пуату боролся с нашествиями викингов. 
В 851 году король Бретани Эриспоэ и король Франции Карл II Лысый подписали в Анже договор, согласно которому к Бретани отошли земли Ренн, Нант и Рё. В X веке герцог Бретани Ален II возвел замок в долине Порник, чтобы защитить окружающую территорию от викингов; от этого замка до наших дней сохранилось только название улицы.
Во время Революции большинство населения Порника поддержало Республику. С эти периодом связано два события, вошедшие в историю как Первая и Вторая Битвы при Порнике. 23 марта 1793 года Национальная гвардия, состоявшая из 400 человек, во главе со кюре Клиона, называвшим себя «республиканским священником», вышла из города, чтобы забрать пшеницу. «Белые» (роялистские войска) воспользовались этим, чтобы захватить город. Но сразу после этого они напились, что позволило вернувшимся республиканцам без особых проблем вернуть контроль над городом. Спустя четыре дня, 27 марта, к Порнику подошли основные силы повстанцев во главе с Франсуа де Шареттом. Они захватили город, разграбили его и подожгли дома, в которых предположительно укрывались республиканцы. Через месяц Шаретт покинул Порник, опасаясь разгрома наступавшими республиканскими войсками.
В XIX веке наступил расцвет Порника как морского курорта, чему способствовала открытая в 1875 году железнодорожная линия Нант – Сент-Пазан – Порник. Также была построена узкоколейка от Порника до Пэмбёфа вдоль морского побережья, просуществовавшая до 1939 года. В этот период в Порник приезжали на отдых многие знаменитые писатели и художники: Густав Флобер, Роберт Браунинг, Огюст Ренуар, Эдгар Максенс, Анри Лебаск и другие. 
Во время Второй мировой войны 26 июня 1940 года город был занят немецкими войсками. В Порнике были построены многочисленные береговые укрепления, входившие в состав Атлантического вала. Немецкая оккупация здесь из-за существования т.н. «кармана Сен-Назера» продолжалась на девять месяцев больше, чем в остальной северной Франции (с августа 1944 года по 11 мая 1945 года), при этом фактическая капитуляция гитлеровского гарнизона произошла через 3 дня после капитуляции Германии, 11 мая 1945 года.
1 июня 1973 года в состав коммуны Порник вошли соседние коммуны Ле-Клион-сюр-Мер и Сент-Мари-сюр-Мер.

## Достопримечательности
- Шато Порник XIII-XV веков, перестроенный в XIX веке
- Шато Бреф в Клион-сюр-Мер XIII-XVII веков, полностью перестроенный в 1989 году; сейчас в нем располагается культурный центр
- Ренессансный особняк Ла-Туш XVI века
- Приходская церковь Святого Эгидия (Сен-Жиль) конца XIX века
- Церковь Святого Петра в Клион-сюр-Мер XIII-XIV веков
- Руины аббатства Сент-Мари и сохранившаяся церковь Святой Марии

## Экономика
Структура занятости населения:
- сельское хозяйство — 1,5 %
- промышленность — 6,9 %
- строительство — 7,7 %
- торговля, транспорт и сфера услуг — 53,8 %
- государственные и муниципальные службы — 30,0 %

Уровень безработицы (2017 год) — 12,6 % (Франция в целом — 13,4 %, департамент Атлантическая Луара — 11,6 %). 

Среднегодовой доход на 1 человека, евро (2017 год) — 23 750 (Франция в целом — 21 110, департамент Атлантическая Луара — 21 910).
В 2010 году среди 8304 человек в трудоспособном возрасте (15-64 лет) 5698 были экономически активными, 2606 — неактивными (показатель активности — 68,6 %, в 1999 году было 69,0 %). Из 5698 активных жителей работало 5204 человека (2586 мужчин и 2618 женщин), безработными было 494 (245 мужчин и 249 женщин). Среди 2606 неактивных 703 человека были учениками или студентами, 1281 — пенсионерами, 622 были неактивными по другим причинам.

## Демография
Динамика численности населения, чел.

## Администрация
| Период | Период | Фамилия         | Партия                                                        | Примечания                                                                  |
| ------ | ------ | --------------- | ------------------------------------------------------------- | --------------------------------------------------------------------------- |
| 1971   | 1977   | Жан Куро        | Разные правые                                                 | член Генерального совета департамента                                       |
| 1977   | 1983   | Жозеф Жирар     |                                                               |                                                                             |
| 1983   | 1985   | Альбер Жан      |                                                               |                                                                             |
| 1985   | 1993   | Жильбер Поллоно |                                                               |                                                                             |
| 1993   | 2014   | Филипп Боеннек  | Объединение в поддержку Республики, Союз за народное движение | врач, член Генерального совета департамента, депутат Национального собрания |
| 2014   |        | Жан-Мишель Брар | Разные правые                                                 | Управляющий предприятием                                                    |

## Города-побратимы
- Скалби, Великобритания
- Линц-ам-Райн, Германия
- Байона, Испания

## Галерея

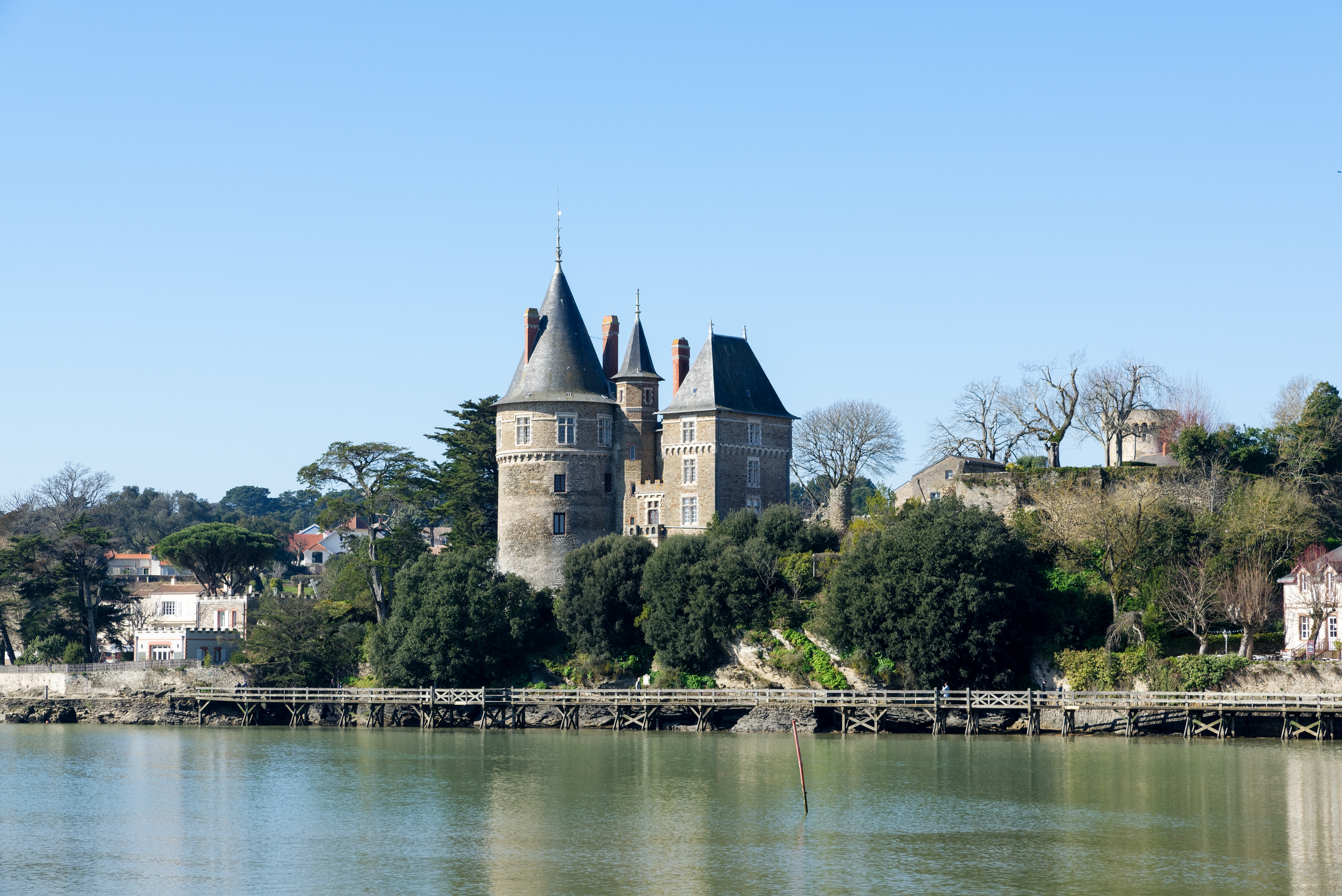
Шато Порник
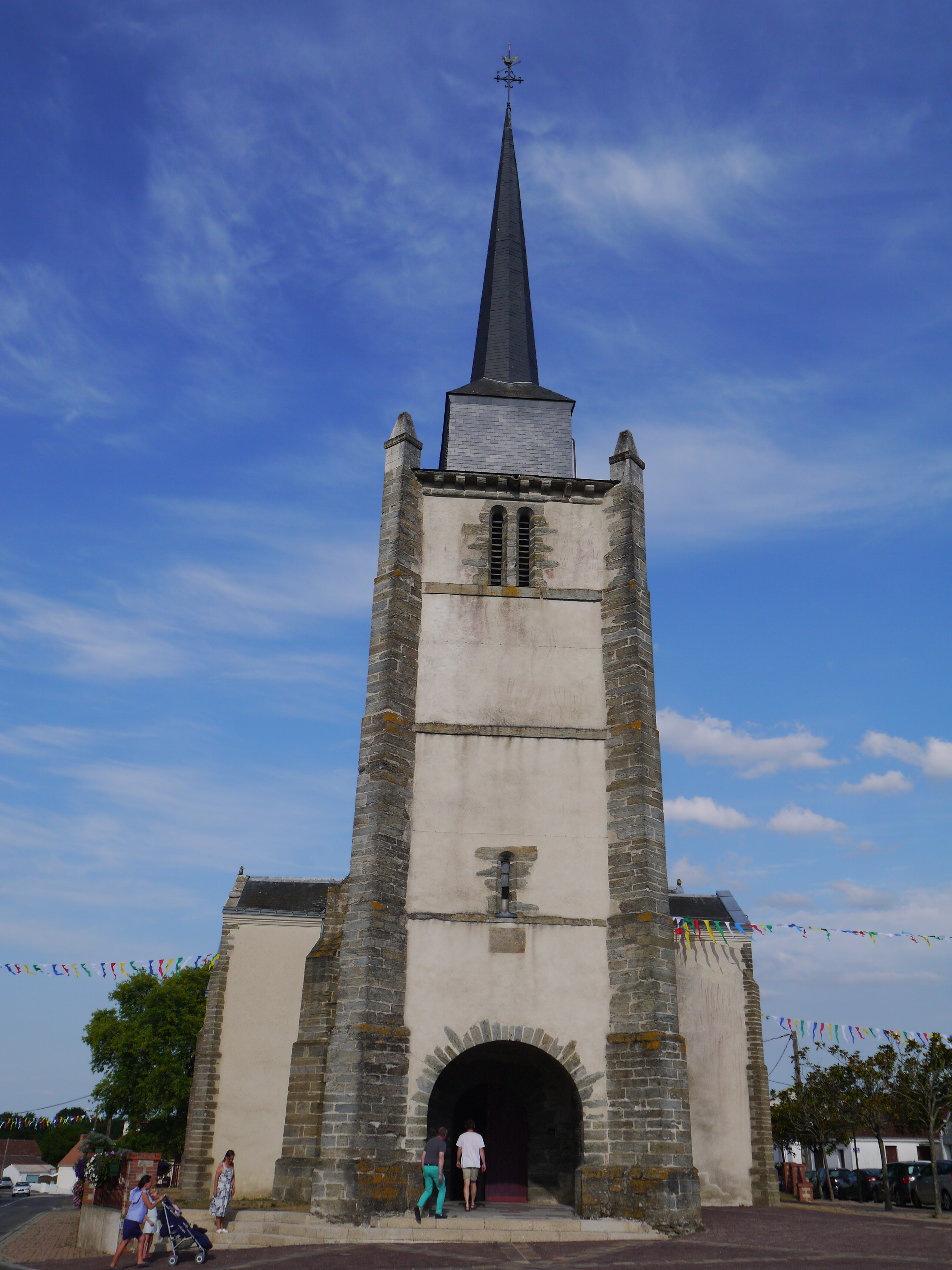
Церковь Святого Петра
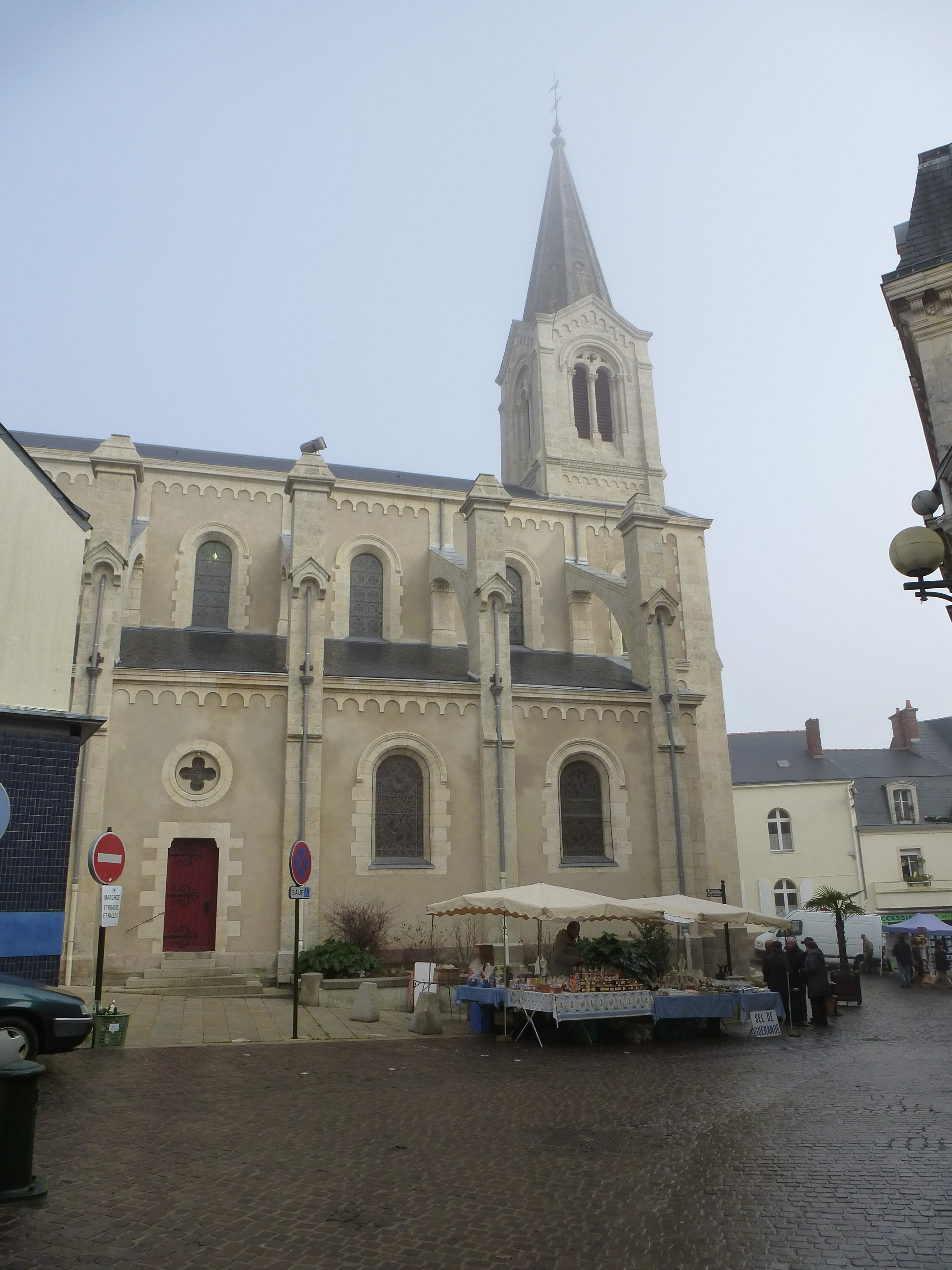
Церковь Святого Эгидия
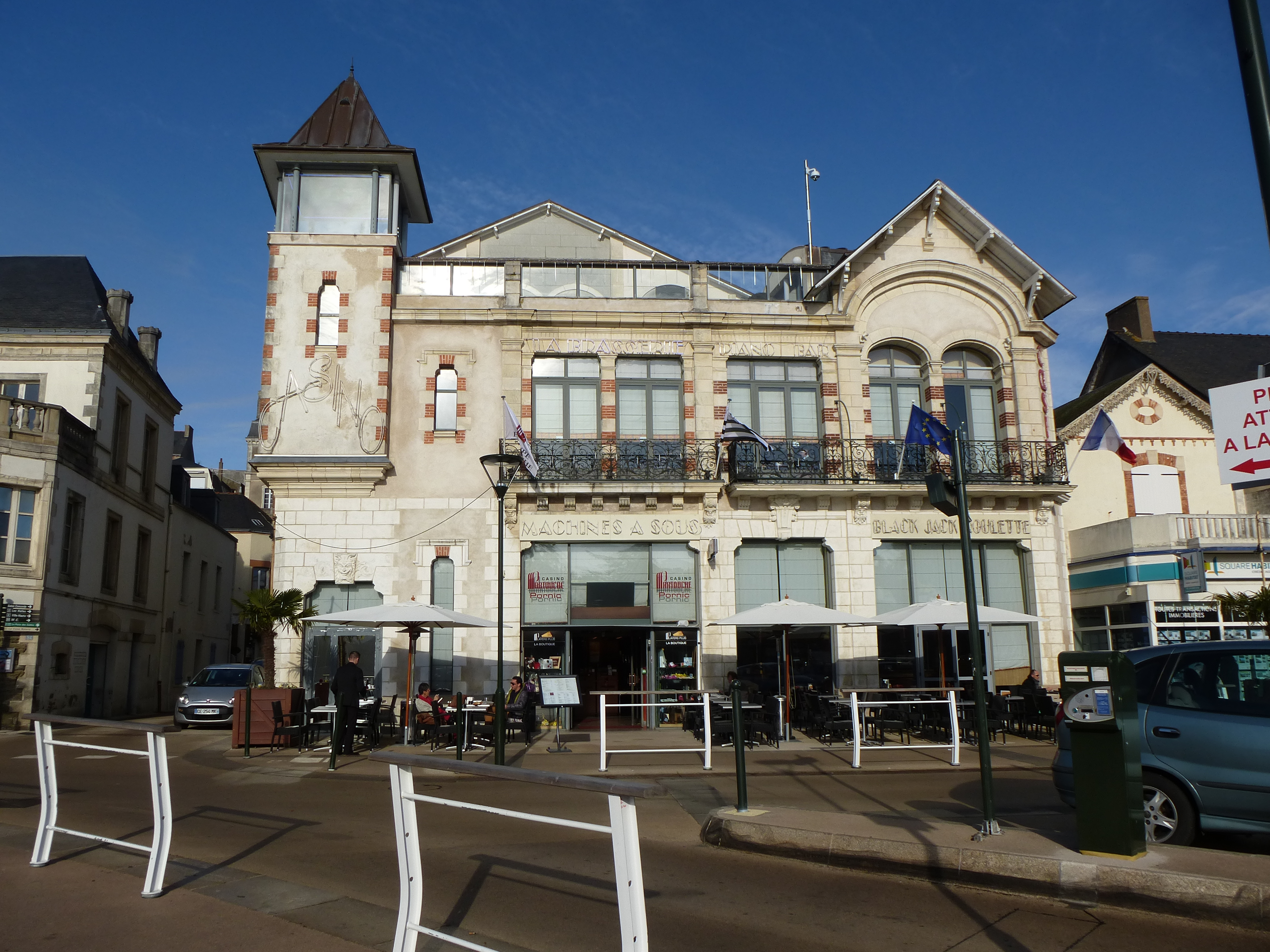
Казино
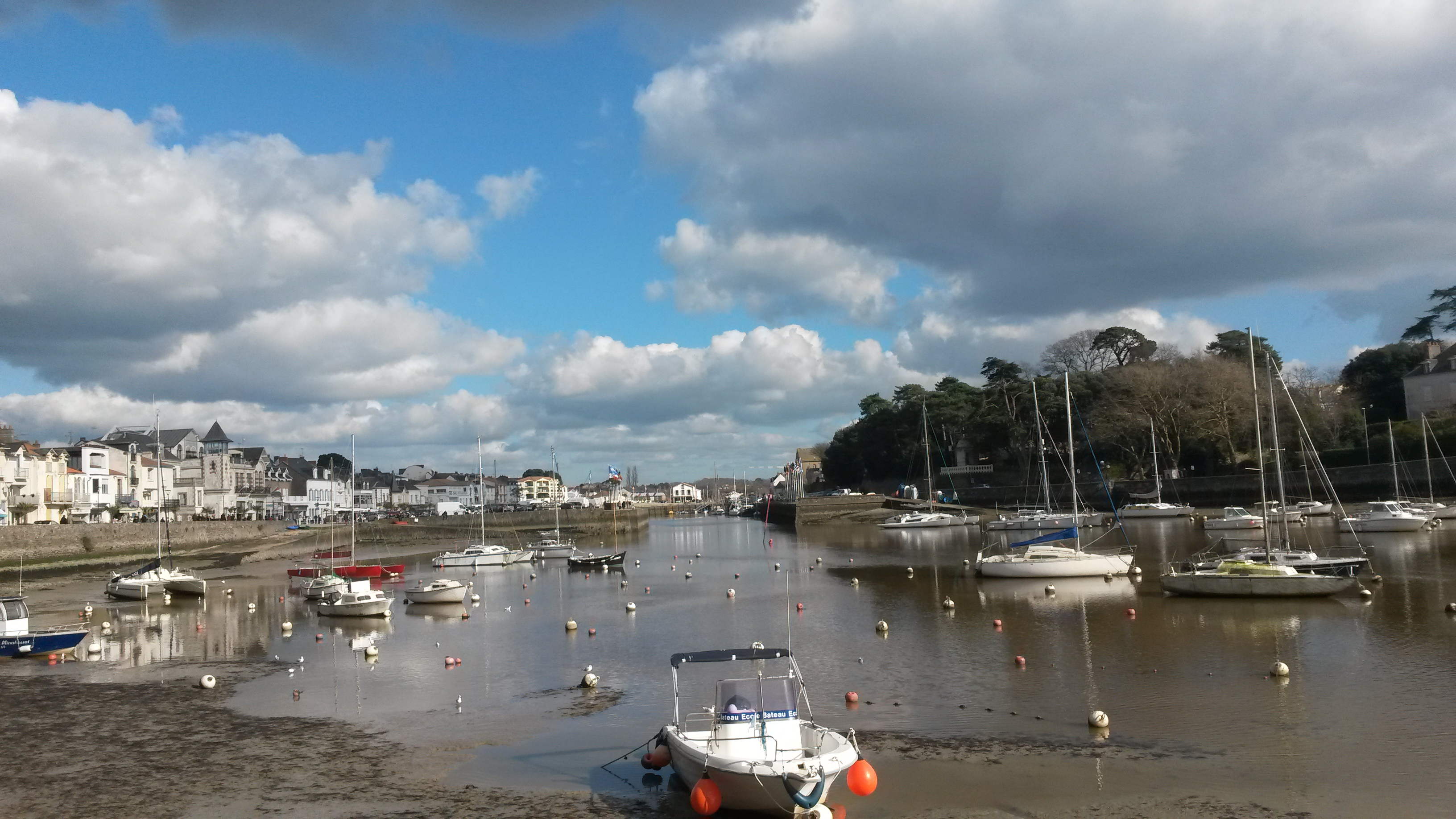
Порт Порника
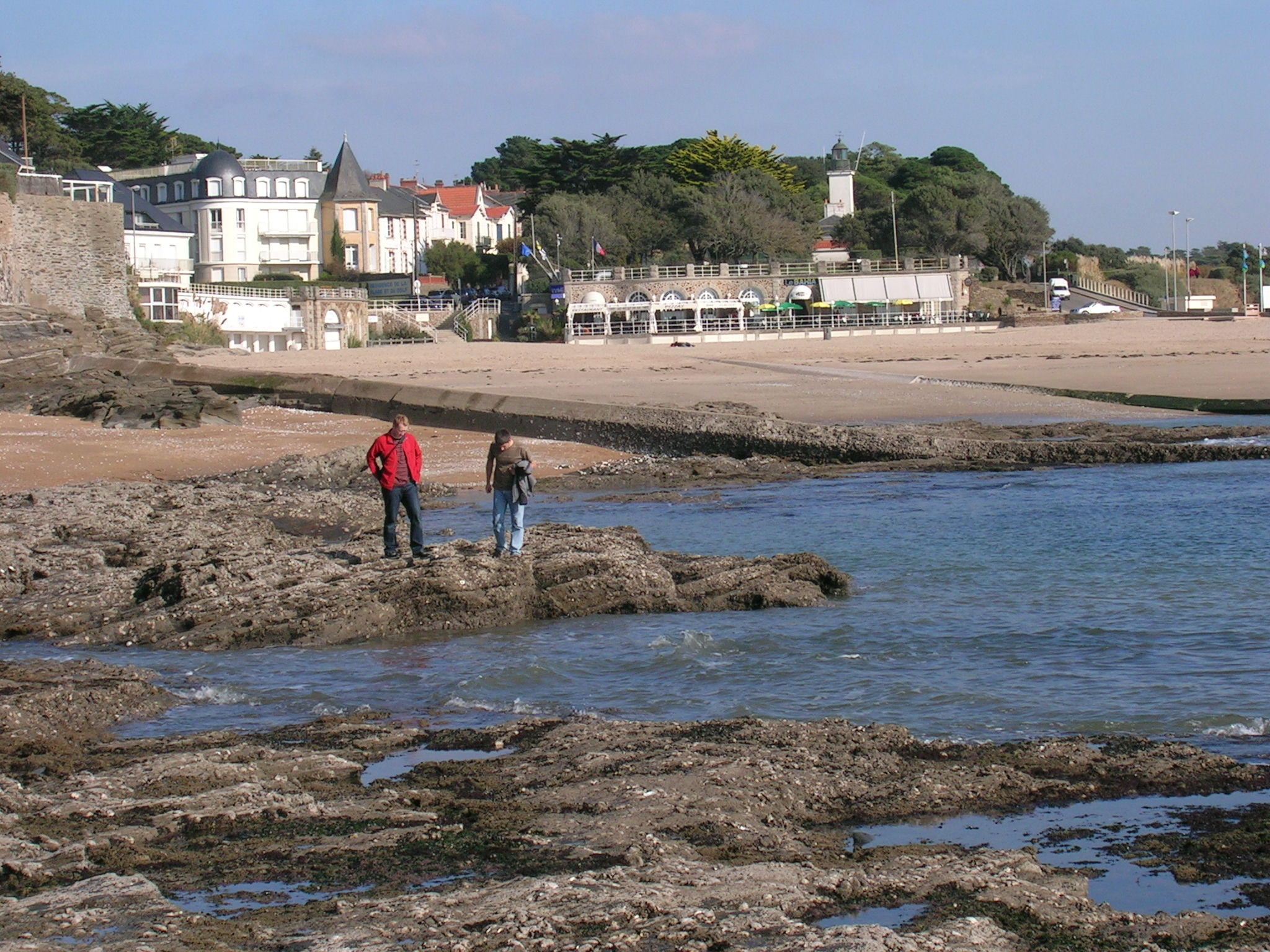
Пляж
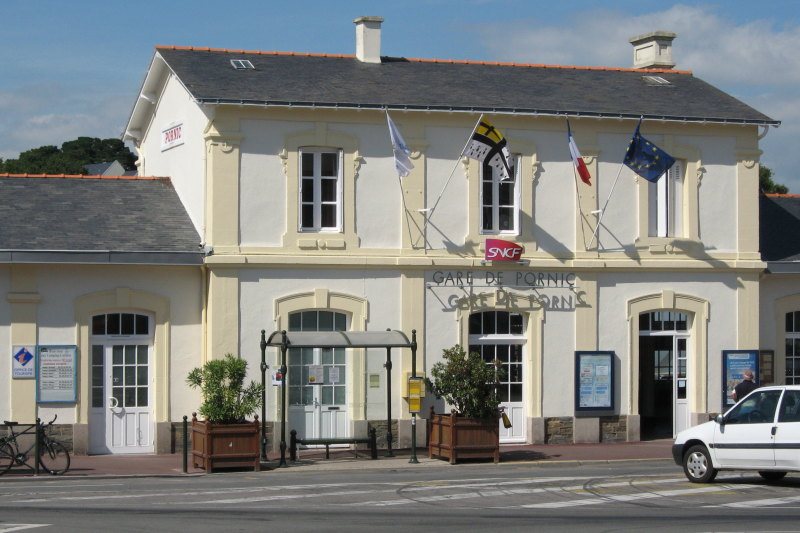
Железнодорожный вокзал